# Jurij Nikolajevič Tinjanov
Jurij Nikolajevič Tinjanov (rusko Ю́рий Никола́евич Тыня́нов), ruski pisatelj, književni teoretik in prevajalec, * 18. oktober (6. oktober, ruski koledar) 1894, Režica, Rusija, današnja Belorusija, † 20. december 1943, Moskva, Sovjetska zveza.
Tinjanov je bil eden najpomembnejših ruskih književnih (literarnih) teoretikov svojega časa. Kot dejaven član OPOJAZ-a (od leta 1921 je bil celo njegov predsednik), je napisal pomembna in prelomna dela ruskega formalizma.
Bil je tudi filmski scenarist, esejist in teoretik.
Tinjanov je umrl za posledicami multiple skleroze.